# Ofellus (insect)
Ofellus is een geslacht van wantsen uit de familie van de Miridae (Blindwantsen). Het geslacht werd voor het eerst wetenschappelijk beschreven door William Lucas Distant in 1883.

## Soorten
Het genus bevat de volgende soorten:

- Ofellus costaricensis Carvalho & Sailer, 1953
- Ofellus guaranianus Carvalho, 1984
- Ofellus mantiqueiranus Carvalho & Sailer, 1953
- Ofellus mexicanus Carvalho & Sailer, 1953
- Ofellus praestans Distant, 1883
- Ofellus rubens (Uhler, 1893)